# 소말리아 요리

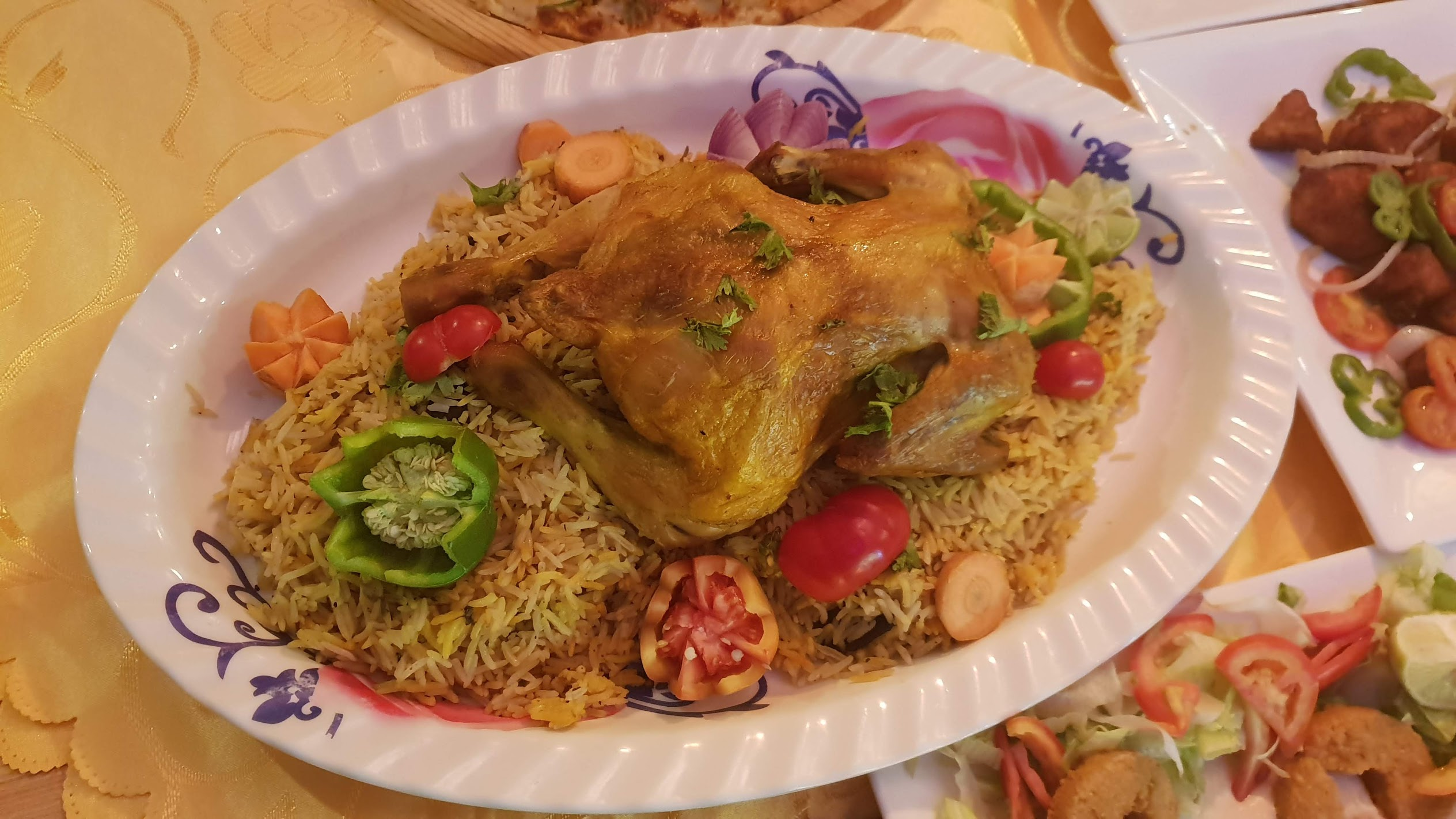
바리스 이스쿠카리스

소말리아 요리(Somalia 料理, 소말리어: cunto Soomaali 운토 서말리, 아랍어: مطبخ صومالي 마트바크 수말리이[*])는 동아프리카에 있는 소말리아의 요리이다. 다양한 토종 재료를 사용하며 오래된 전통을 바탕으로 다양한 풍미를 자랑한다. 자국 외에는 에티오피아, 이탈리아, 이란,  튀르키예, 예멘 등의 영향을 많이 받았는데 이는 예부터 소말리아가 무역 국가로서 성장했기 때문이다. 대부분의 음식은 할랄이다.

## 아침

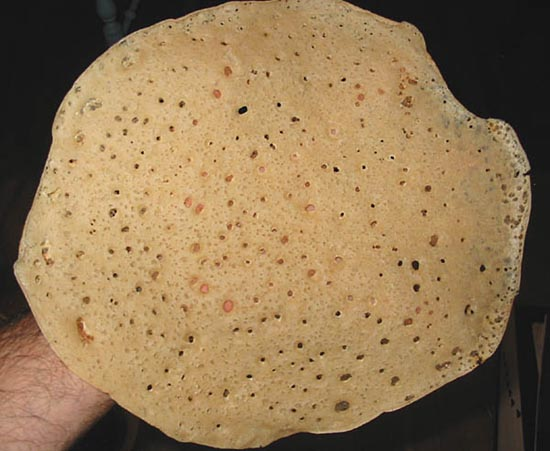
안제러

아침은 꾸라(Quraac)라고 부르는데 중요한 식사로 여겨진다. 대부분의 소말리아인들은 이슬람교 신자이기 때문에 일찍 일어나서 기도를 한다.
사람들은 대개 차를 마시면서 아침을 시작하고 에티오피아식 은저라를 소말리아인들도 많이 먹는다. 그들은 이를 안제러(Canjeero)라고 부르는데 조금 더 작고 두께가 얇아서 사람들이 한 번에 많이 먹는다는 것이 에티오피아와 다른 점이다.
안제러를 먹는 법에는 여러가지가 있는데 소말리아식 버터를 꺼내서 홍차에 설탕을 넣고 먹는 수바그(subag)식이 있고 이집트식으로 계란을 양파나 토마토를 넣어 구워서 같이 먹는 샤크슈카(shakshuka)식도 있다. 많은 사람들이 맥주를 좋아한다. 쇠고기는 대개 수프에 많이 넣고 잘게 잘라서 먹는다. 가장 좋아하는 요리 중 하나다.

## 점심

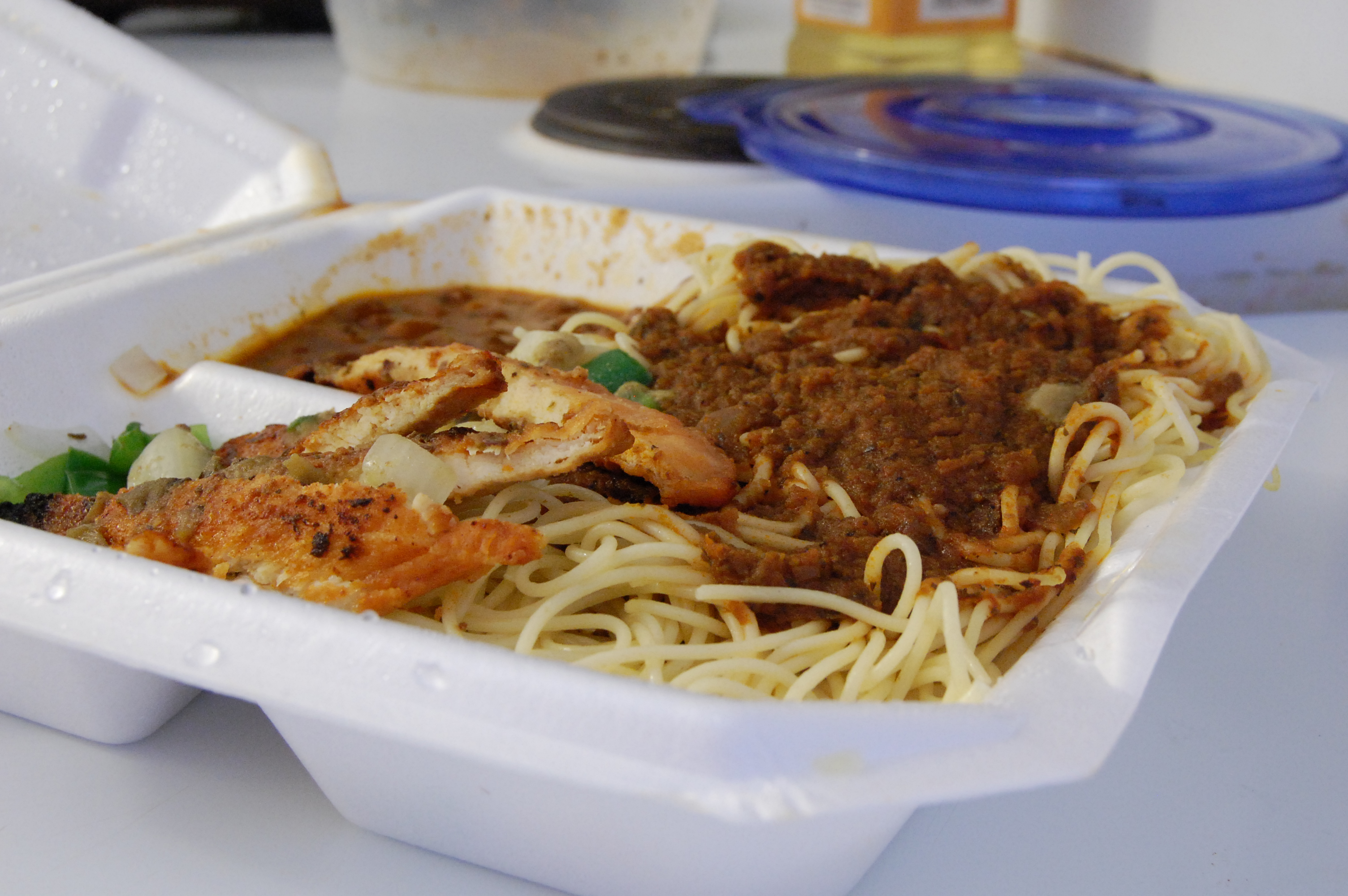

까더(qado)라고 부르는 점심 식사는 가장 중요하다. 가장 정찬에 가까우며 쌀이나 세이지를 많이 쓰며 기타 허브도 많이 사용하여 요리한다. 큐민이나 생강, 시나몬 드를 많이 쓴다.
남쪽 지방에서는 쌀과 야채, 고기 등을 함께 요리해서 내놓는 이스쿠데흐카리스라는 음식이 꽤 흔하다. 스튜는 마라끄(maraq)라고 부르는데 마찬가지로 고기와 밥을 함께 내놓는다. 수도인 모가디슈에서는 스테이크라고 할 수 있는 부스테키(busteeki)나 생선 요리가 흔하다.
옥수수로 해먹는 요리도 흔한데 소말리아의 옥수수죽인 우갈리(ugali)는 케냐와는 달라서 좀 더 부드럽고 대개는 우유나 버터, 설탕을 넣는다. 인도식 차파티를 소말리아에서는 자국화시켜 사바야드(sabaayad)라고 하는데 조금 달고 기름을 꼭 두르고 요리한다.
파스타를 바스터(Baasto)라고 부르는데 남쪽 지방에서는 아주 흔하며 유럽식 형태인 파스타를 소말리아식으로 옮긴 것이다. 파스타 소스 대신 향신료를 쓰고 바나나잎을 곁들이면 소말리아식 파스타가 된다.
점심 시간에 가장 많이 먹는 음료는 발벨머(balbeelmo)라고 해서 포도주스이며 레모네이드나 망고, 구아바 주스도 많이 먹는다.

## 저녁

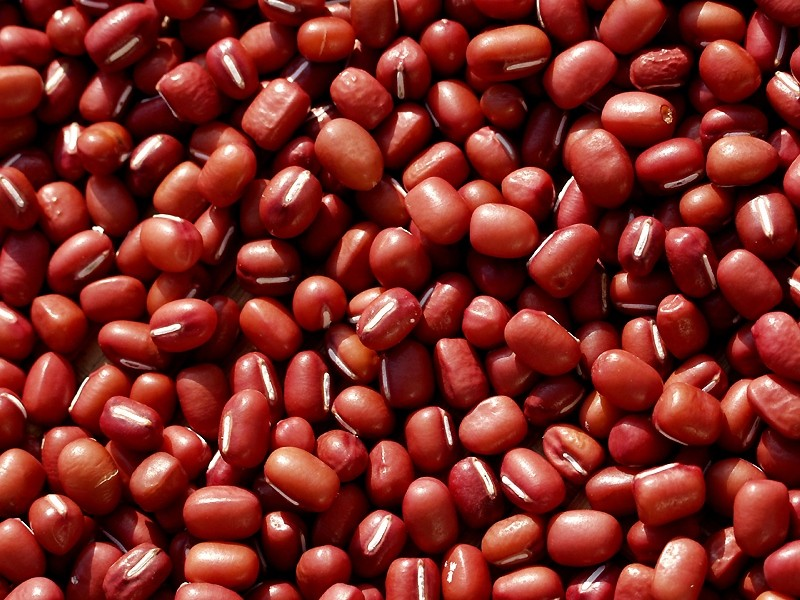
아즈키 콩으로 만드는 요리인 안불러

소말리아인들은 저녁을 9시 정도나 돼서 늦게 먹는다. 라마단 기간이 되면 거의 11시가 돼서 먹는 경우도 흔하다. 안불러(Canbuulo)라는 음식은 저녁식사 때 가장 많이 먹는 것으로서 버터와 설탕을 넣고 만드는 콩요리이다. 5시간 정도 끓여서 요리한 뒤 저온에서 보관해 완성하는 요리이다.
1988년 소말리아의 신문인 히디그타 억터베르(Xidigta Oktober)에 따르면 모가디슈 거주민의 83%가 저녁 식사 때 안불러를 먹고 그것을 좋아한다고 한다. 하지만 이상하게도 언제부터인가 안불러가 하층민의 음식이라는 생각이 퍼지고 있다. 아즈키 콩에서 나오는 설탕류가 좋지 않다고 인식되기 시작하면서부터다.
러티 이여 할워(Rooti iyo xalwo)는 소말리아식 젤리로서 저녁 때 먹는 후식이다. 옥수수빵의 일종인 무퍼(Muufo)는 진흙 오븐에 구워서 만드는 것으로 잘게 자른 다음에 참깨 기름을 뿌리고 설탕과 함께 먹는다. 대개 홍차와 함께 한다.

## 스낵

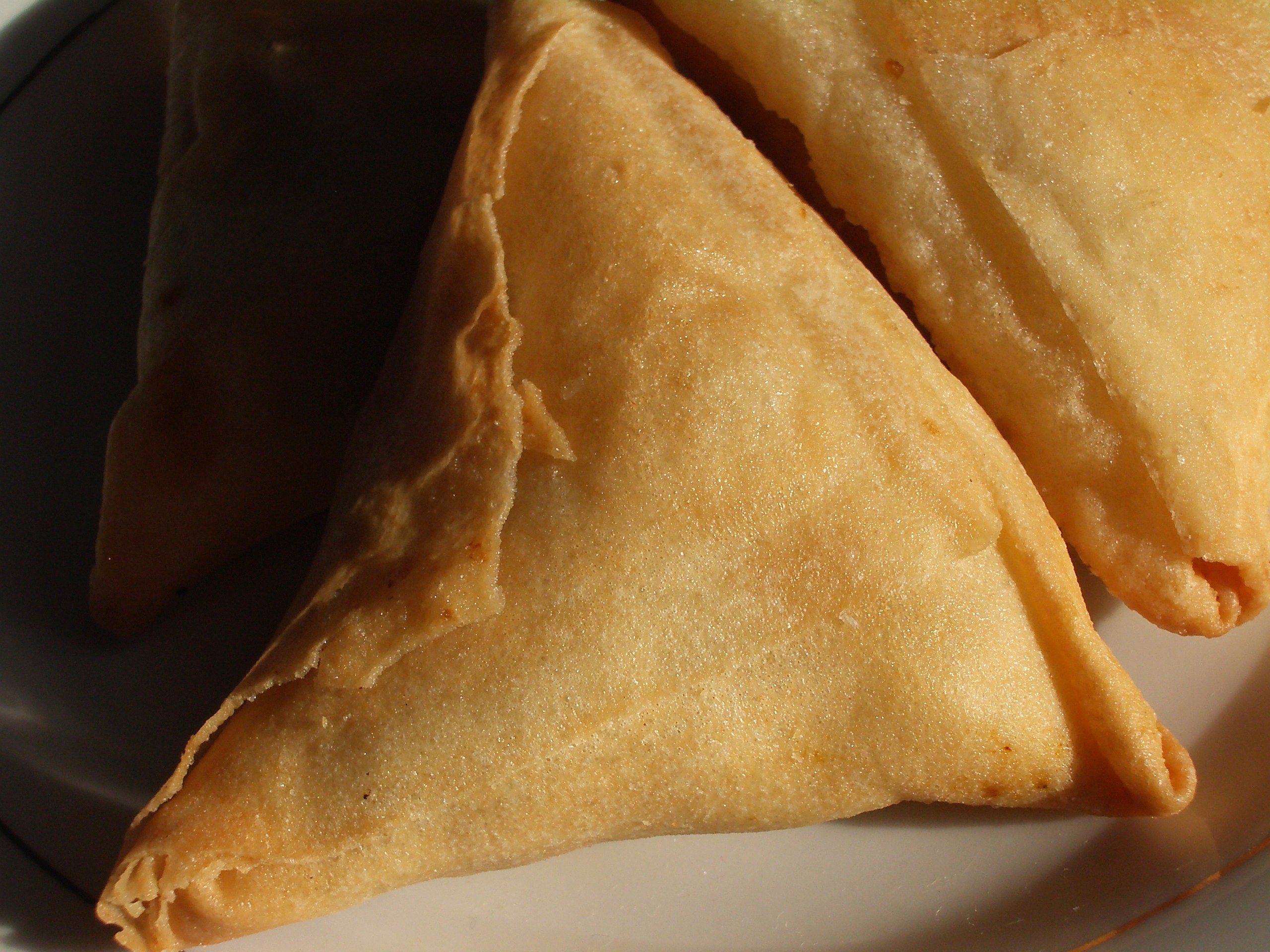
삼부사 혹은 사모사

스낵은 모든 사람들이 좋아하는 것으로서 항상 즐긴다. 남아시아의 사모사와 비슷한 형태인 소말리아의 삼부사(Sambuusa)는 가장 흔한 형태이고 가장 유명하다. 라마단 기간에 특히 많이 소비하며 이 음식을 따로 아푸르(afur)라고 부르기도 한다. 후추를 넣거나 하기도 한다.
바지예(Bajiye)는 인도식 파코라로서 남쪽 지역에서 인기가 있으며 옥수수와 야채, 고기, 향신료를 반죽해 넣은다음에 한꺼번에 튀겨내는 것이다. 케밥도 소비되지만 흔하지는 않다. 과일이 많이 나기 때문에 하루 내내 과일 먹는 사람들 모습을 보기 쉽다.

## 사탕

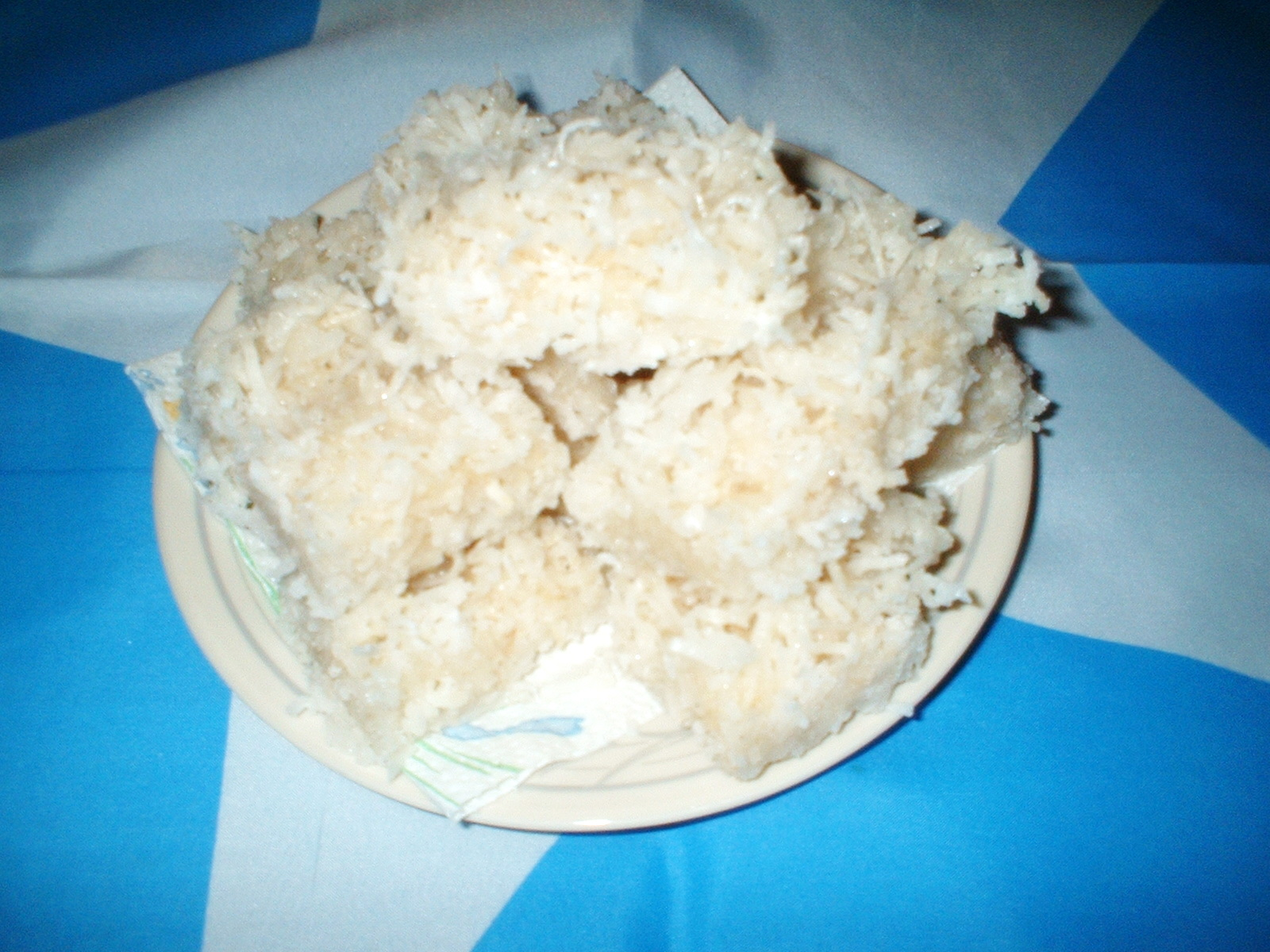
가샤터, 가장 흔한 소말리아의 과자. 밑그림은 소말리아 국기

할워(Xalwo)는 소말리아의 젤리로서 많은 사람들이 좋아하며 남쪽에서는 결혼식 때 꼭 만들어 내놓는 별식이다. 물과 꿀, 설탕으로 만드는데 너무나도 달기 때문에 적당히 먹어야 한다.
가샤터(Gashaato)는 꿈베(qumbe)라고도 하는데 코코넛과 야자기름, 설탕, 카다몸으로 만든다. 설탕은 물이 끓으면 집어 넣고 코코넛과 함께 카다몸을 마지막에 넣어 단 맛을 낸다.
러스 이여 시신(Loos iyo sisin)은 남쪽에서 많이 먹으며 땅콩(러스, loos)과 참깨(시신, sisin)을 넣고서 카라멜로 만드는 것이다. 잘라터(Jalaato)는 이탈리아어에서 유래한 젤라토의 변형채로서 얼려 먹는다. 케이크는 덜셰(Doolshe)라고 부르며 유럽 국가에서 단 음식을 Dulce라고 부르는 것에 연유한다.

## 같이 보기
- 아랍 요리
- 아프리카 요리